# ラベルマイティ
ラベルマイティ（らべるまいてぃ）は、ジャストシステムが販売するラベル・プリント作成ソフトウェアである。2000年の登場以降2016年のバージョン17まで毎年新版が発売されていたが、2017年は新版が発売されない初めての年となった。

## 概要
当初は14社2000種類以上ラベル用紙に対応した「ラベル作成ソフトウェア」として登場したが、その後版を重ねるごとにラベルはもとよりさまざまな印刷物の作成に対応。バージョン7より公式サイトの紹介文も「プリント作成ソフトウェア」と改められた。
2016年にリリースされたバージョン17では、100社18000種類以上の用紙に対応している。また、自分で書式を作成することも可能となっている。
ほとんどのバージョンでビジネス向けが用意されており、以前は「ビジネス編」、現在は「プレミアム」の名称が与えられている。
各バージョンにはデザインのサンプルが多数収録されており、バージョンアップと共に多くが入れ替わる。しかし、最新版を上書きインストールすることで、過去の版に付属したサンプルも呼び出して継続使用することができる。なお、本体に付属しない新たなサンプルが別途販売されることはあるが、本体に同梱されたサンプルについては単独販売されていない。

## 関連製品

### 現行製品
- ラベルマイティ POP in Shop（-ぽっぴんしょっぷ[3]）- 直近のビジネス向け版をベースにPOP広告作成用のサンプル集を追加した派生版。2011年の「POP in Shop9」(バージョン11ベース)までは毎年新版が発売。以降2015年の「POP in Shop11」までは隔年で発売。2016年の「POP in Shop12」はベースとなった「ラベルマイティ17」と同時発売となった。

### 出荷終了
- ラベルマイティ　わがままシリーズ
  - ラベルマイティ　わがままカレンダー (ラベルマイティ　わがままカレンダー /R.2)
  - ラベルマイティ　わがままDVD/CD
  - ラベルマイティ　わがまま名刺
  - ラベルマイティ　わがまま名前シール
  - ラベルマイティ　わがままデジカメ写真
- ラベルマイティサンプル集
  - Vol.1 Audio & Visual編 (本体同梱版は「ラベルマイティ4 ゴールドパック」)
  - Vol.2 キッズネーム編
  - Vol.3 ハローキティ編 (本体同梱版は「ハローキティのラベルコレクション」)
  - Vol.4 ステッカー編 (本体同梱版は「ステッカー魂（だましい）」)
  - Vol.5 シナモロール編 (本体同梱版は「シナモロールのラベルコレクション」)
  - Vol.6 メディカル編 (本体同梱版は「ラベルマイティ7 メディカル編」、「ラベルマイティ7 メディカル編 POPセット」)
- ブルーパック DVDデザイン集 (本体同梱版は「ラベルマイティ6 ブルーパック」)
- ラベルマイティ for Mac（-ふぉーまっく）- Classic Mac OS、macOSに対応した製品[4]。
- ラベルマイティ for DIGA - 松下電器産業製「DIGA DMR-EH66」に同梱された特別版[5]。

## 歴史
- 2000年3月10日 - 「ラベルマイティ」発売。対応OSはWindows 95、98、NT4.0、2000[6]。
- 2001年2月23日 - 「ラベルマイティ＋[プラス]」、「ラベルマイティ＋[プラス] ビジネス編」発売。対応OSがWindows 95、98、ME、NT4.0、2000に変更[7]。
- 2002年2月22日 - 「ラベルマイティ2」、「ラベルマイティ2 ビジネス編」発売。対応OSがWindows 98、ME、NT4.0、2000、XPに変更[8]。
- 2002年2月22日 - 「ラベルマイティ for Mac」発売。対応OSはMac OS 8.6～9.2、Mac OS X 10.1 (10.0は不可。) [4]。
- 2003年2月21日 - 「ラベルマイティ3」、「ラベルマイティ3 ビジネス編」、「サンプル集 Vol.1 Audio & Visual編」、「サンプル集 Vol.2 キッズネーム編」発売[9]。
- 2003年3月28日 - 「ラベルマイティ3 ビジネス編」をベースに「POP サンプルディスク」を同梱した、「ラベルマイティ POP in Shop」発売[3]。
- 2003年11月7日 - 「ラベルマイティ4」、「ラベルマイティ4 ビジネス編」発売。対応OSがWindows 98、ME、2000、XPに変更[10]。
- 2004年3月5日 - 「サンプル集 Vol.3 ハローキティ編」発売[11]。
- 2004年4月16日 - 「ラベルマイティ POP in Shop2」発売[12]。
- 2004年7月9日 - 「ラベルマイティ4」に「サンプル集 Vol.1 Audio & Visual編」を同梱した、「ラベルマイティ4 ゴールドパック」が限定で発売。[13]。
- 2004年10月22日 - 「ラベルマイティ5」発売[14]。
- 2004年11月12日 - 用途を限定した「わがままシリーズ」として、「ラベルマイティ　わがままカレンダー」、「ラベルマイティ　わがままDVD/CD」、「ラベルマイティ　わがまま名刺」が発売[15]。
- 2005年1月28日 - 「わがままシリーズ」の続編にあたる、「ラベルマイティ　わがまま名前シール」、「ラベルマイティ　わがままデジカメ写真」が発売[15]。
- 2005年2月25日 - 「ラベルマイティ5」に「サンプル集 Vol.3 ハローキティ編」を同梱した、「ハローキティのラベルコレクション」が発売。[16]。
- 2005年3月18日 - 「ラベルマイティ5 ビジネス編」、「ラベルマイティ POP in Shop3」発売[17]。
- 2005年9月9日 - 「ラベルマイティ5」に単独販売もされる「サンプル集 Vol.4 ステッカー編」を同梱した、「ステッカー魂（だましい）」が発売[18]。
- 2005年10月1日 - 松下電器産業製「DIGA DMR-EH66」に「ラベルマイティ for DIGA」が同梱[5]。
- 2005年10月7日 - 「ラベルマイティ　わがままカレンダー /R.2」が発売[19]。
- 2005年10月21日 - 「ラベルマイティ6」発売[20]。
- 2006年3月3日 - 「ラベルマイティ6 ビジネス編」、「ラベルマイティ POP in Shop4」発売[21]。
- 2006年5月19日 - 「ラベルマイティ6 ブルーパック」が限定で発売。財団法人日本サッカー協会公認デザインのDVDラベルが作成できる「ブルーパック DVDデザイン集」を同梱[22]。デザイン集は単独販売もされた[23]。
- 2006年11月2日 - 「ラベルマイティ7」発売。ペーパークラフトなどラベル以外の用途への対応も進んだため、このバージョンより「ラベル作成ソフト」から「オリジナルプリント作成ソフト」に紹介文が改められる。また、本バージョンから書籍セットが用意される。対応OSがWindows XPのみに変更[24]。
- 2006年11月2日 - 「ラベルマイティ5」をベースにした「シナモロールのラベルコレクション」(対応OSはWindows 98、ME、2000、XP。)、「サンプル集 Vol.5 シナモロール編」発売[25]。
- 2007年3月9日 - 「ラベルマイティ7 ビジネス編」、「ラベルマイティ POP in Shop5」発売[26]。
- 2007年6月29日 - 「ラベルマイティ7 ビジネス編」をベースにした「ラベルマイティ7 メディカル編」、「ラベルマイティ POP in Shop5」をベースにした「ラベルマイティ7 メディカル編 POPセット」、「サンプル集 Vol.6 メディカル編」発売[27]。
- 2007年11月2日 - 「ラベルマイティ8」、「ラベルマイティ8 プレミアム」発売。対応OSがWindows 2000、XP、Vistaに変更[28]。
- 2008年3月7日 - 「ラベルマイティ POP in Shop6」発売[29]。
- 2008年11月7日 - 「ラベルマイティ9」、「ラベルマイティ9 プレミアム」発売[30]。
- 2009年3月13日 - 「ラベルマイティ POP in Shop7」発売[31]。
- 2009年11月6日 - 「ラベルマイティ10」、「ラベルマイティ10 プレミアム」発売。発売10周年を記念し、「プレミアム」には「歴代ベストサンプル集」が同梱される。対応OSがWindows XP、Vista、7に変更[32]。
- 2010年3月12日 - 「ラベルマイティ POP in Shop8」発売[33]。
- 2010年11月19日 - 「ラベルマイティ11」、「ラベルマイティ11 プレミアム」発売[34]。
- 2011年3月11日 - 「ラベルマイティ POP in Shop9」発売[35]。
- 2011年12月9日 - 「ラベルマイティ12」、「ラベルマイティ12 プレミアム」発売[36]。
- 2012年12月7日 - 「ラベルマイティ13」、「ラベルマイティ13 プレミアム」発売。スマートフォンケースやカバーの作成に対応。対応OSがWindows XP、Vista、7、8に変更[37]。
- 2013年3月8日 - 「ラベルマイティ POP in Shop10」発売[38]。
- 2013年12月6日 - 「ラベルマイティ14」、「ラベルマイティ14 プレミアム」発売。スケジュール帳の作成に対応[39]。
- 2014年11月14日 - 「ラベルマイティ15」、「ラベルマイティ15 プレミアム」発売。Blu-ray Discケース、タンブラー、コラージュ写真の作成に対応。発売15周年を記念し「プレミアム」には、「15周年記念サンプルDVD」が同梱。対応OSがWindows Vista、7、8、8.1に変更[40]。
- 2015年3月13日 - 「ラベルマイティ POP in Shop11」発売[41]。
- 2015年11月13日 - 「ラベルマイティ16」、「ラベルマイティ16 プレミアム」発売。DVD連続ラベル、フォトブックの作成に対応。対応OSがWindows Vista、7、8、8.1、10に変更[42]。
- 2016年11月11日 - 「ラベルマイティ17」、「ラベルマイティ17 プレミアム」発売。紙ジャケット、コレクション名刺、チェーン＆フラッグ、A4垂れ幕・A4横断幕、健康・育児関連のプリントの作成に対応。対応OSがWindows 7、8.1、10に変更[1]。
- 2016年11月11日 - 「ラベルマイティ POP in Shop12」発売。バージョン17がベースであるが、対応OSはWindows Vista、7、8.1、10となっている[43]。